# 平成22年度天皇杯・皇后杯全日本バレーボール選手権大会
平成22年度天皇杯・皇后杯全日本バレーボール選手権大会（へいせい22ねんどてんのうはい・こうごうはいぜんにほんバレーボールせんしゅけんたいかい）は、2010年度に開催された天皇杯・皇后杯全日本バレーボール選手権大会。

## 概要
- 大会名称：平成22年度　天皇杯・皇后杯　全日本バレーボール選手権大会
- 開催日：
  - 都道府県予選：2010年4月11日-7月25日
  - ブロックラウンド：2010年9月4日-10月24日
  - ファイナルラウンド：2010年12月16日-12月19日・12月23日
- 会場：
  - 都道府県予選：全国都道府県内体育館
  - ブロックラウンド：各地域ブロック内体育館
  - ファイナルラウンド：国立代々木体育館（東京）

原則として第1体育館。但し1・2回戦の一部の試合は第1体育館が最大3面しかコートが取れないため、隣接の第2体育館も使用する。
- 主催：日本バレーボール協会
- 後援：文部科学省、NHK、東京都（申請中）
- 協賛：全日空、アシックス
- 協力：セノー
- 主管：各都道府県バレーボール協会
- 参加資格：日本バレーボール協会に有効に登録されたチーム及び選手で構成された中学生以上のチーム
- 競技規則：平成22年度日本バレーボール協会6人制競技規則による
- 競技方法（ファイナルラウンド）：5セットマッチ。3位決定戦は行わない。
- 使用球：男子：モルテン製（V5M5000）、女子：ミカサ製（MVA300）
- ネットの高さ：男子2.43m、女子2.24m
- 賞金
  - 優勝　1,000万円
  - 準優勝　400万円

## 出場チーム
（ファイナルラウンド）

### 男子
Vプレミアリーグ（シード）
- パナソニック・パンサーズ
- 堺ブレイザーズ
- 東レ・アローズ
- 豊田合成トレフェルサ
- サントリー・サンバーズ
- JTサンダーズ
- 大分三好ヴァイセアドラー
- FC東京

北海道代表
- 北海道クラブ

東北代表
- 仙台大学

関東代表
- A:東海大学
- B:国際武道大学
- C:中央大学
- D:日本体育大学

東海代表
- A:岐阜クラブ
- B:ジェイテクトSTINGS

北信越代表
- 創造学園大学附高

近畿代表
- A:阪神デルフィーノ
- B:関西学院大学
- C:近畿大学

中国代表
- 東亜大学

四国代表
- 高松工芸高校

九州代表
- A:西日本工業大学
- B:九州産業大学

### 女子
Vプレミアリーグ（シード）
- 東レ・アローズ
- JTマーヴェラス
- デンソー・エアリービーズ
- 久光製薬スプリングス
- NECレッドロケッツ
- 岡山シーガルズ
- トヨタ車体クインシーズ
- パイオニアレッドウィングス

北海道代表
- 北海道教育大学岩見沢校

東北代表
- 古川学園高校

関東代表
- A:嘉悦大学
- B:上尾メディックス
- C:筑波大学

東海代表
- A:JAぎふ
- B:中京大学

北信越代表
- A:PFUブルーキャッツ
- B:KUROBEアクアフェアリーズ

近畿代表
- A:三洋電機レッドソア
- B:京都橘高校

中国代表
- 大野石油広島オイラーズ

四国代表
- 健祥会レッドハーツ

九州代表
- A:フォレストリーヴズ熊本
- B:鹿屋体育大学
- C:鹿児島女子高校

## 試合結果
（ファイナルラウンド以降）

### 男子

#### ファイナルラウンド1回戦
| 2010年12月16日 |               |            |                                   |
| 中央大学       | 3 - 0 (25-17) | 岐阜クラブ | 国立代々木競技場第一体育館Aコート |
|                |               |            | 国立代々木競技場第一体育館Aコート |

| 2010年12月16日 |                       |              |                                   |
| 日本体育大学   | 3 - 0 (25-15) (25-14) | 関西学院大学 | 国立代々木競技場第一体育館Bコート |
|                |                       |              | 国立代々木競技場第一体育館Bコート |

| 2010年12月16日 |                               |                  |                                   |
| 東海大学       | 3 - 0 (25-13) (25-20) (25-18) | 阪神デルフィーノ | 国立代々木競技場第一体育館Aコート |
|                |                               |                  | 国立代々木競技場第一体育館Aコート |

| 2010年12月16日 |                               |              |                                   |
| 近畿大学       | 3 - 0 (25-19) (25-12) (25-20) | 高松工芸高校 | 国立代々木競技場第一体育館Bコート |
|                |                               |              | 国立代々木競技場第一体育館Bコート |

| 2010年12月16日 |                               |                |                                   |
| 西日本工業大学 | 0 - 3 (16-25) (21-25) (20-25) | 創造学園大学附 | 国立代々木競技場第一体育館Aコート |
|                |                               |                | 国立代々木競技場第一体育館Aコート |

| 2010年12月16日 |                               |              |                                   |
| 九州産業大学   | 3 - 0 (33-31) (27-25) (25-18) | 北海道クラブ | 国立代々木競技場第一体育館Bコート |
|                |                               |              | 国立代々木競技場第一体育館Bコート |

| 2010年12月16日 |                               |       |                                   |
| 東亜大学       | 0 - 3 (23-25) (21-25) (22-25) | JTEKT | 国立代々木競技場第一体育館Aコート |
|                |                               |       | 国立代々木競技場第一体育館Aコート |

| 2010年12月16日 |                                              |          |                                   |
| 国際武道大学   | 2 - 3 (20-25) (22-25) (25-19) (25-20) (9-15) | 仙台大学 | 国立代々木競技場第一体育館Bコート |
|                |                                              |          | 国立代々木競技場第一体育館Bコート |

#### ファイナルラウンド2回戦
| 2010年12月17日       |                                       |              |                                   |
| 豊田合成トレフェルサ | 3 - 1 (19-25) (32-30) (25-17) (25-19) | 日本体育大学 | 国立代々木競技場第一体育館Aコート |
|                      |                                       |              | 国立代々木競技場第一体育館Aコート |

| 2010年12月17日 |                                              |          |                                   |
| FC東京         | 2 - 3 (23-25) (25-20) (25-16) (21-25) (8-15) | 中央大学 | 国立代々木競技場第一体育館Bコート |
|                |                                              |          | 国立代々木競技場第一体育館Bコート |

| 2010年12月17日 |                                       |          |                                   |
| 東レ・アローズ | 3 - 1 (25-12) (25-14) (25-27) (25-12) | 近畿大学 | 国立代々木競技場第一体育館Aコート |
|                |                                       |          | 国立代々木競技場第一体育館Aコート |

| 2010年12月17日           |                                       |          |                                   |
| 大分三好ヴァイセアドラー | 3 - 2 (17-25) (20-25) (25-23) (15-12) | 東海大学 | 国立代々木競技場第一体育館Bコート |
|                          |                                       |          | 国立代々木競技場第一体育館Bコート |

| 2010年12月17日 |                               |              |                                   |
| 堺ブレイザーズ | 3 - 0 (25-11) (25-18) (25-20) | 九州産業大学 | 国立代々木競技場第一体育館Aコート |
|                |                               |              | 国立代々木競技場第一体育館Aコート |

| 2010年12月17日 |                                       |                |                                   |
| JTサンダーズ   | 3 - 1 (23-25) (25-13) (25-19) (25-17) | 創造学園大学附 | 国立代々木競技場第一体育館Bコート |
|                |                                       |                | 国立代々木競技場第一体育館Bコート |

| 2010年12月17日           |                               |          |                                   |
| パナソニック・パンサーズ | 3 - 0 (25-20) (25-22) (25-19) | 仙台大学 | 国立代々木競技場第一体育館Aコート |
|                          |                               |          | 国立代々木競技場第一体育館Aコート |

| 2010年12月18日         |                               |       |                                   |
| サントリー・サンバーズ | 3 - 0 (28-26) (25-21) (25-17) | JTEKT | 国立代々木競技場第一体育館Bコート |
|                        |                               |       | 国立代々木競技場第一体育館Bコート |

#### ファイナルラウンド準々決勝
| 2010年12月18日 |                                       |              |                                   |
| 東レ・アローズ | 1 - 3 (31-33) (25-19) (21-25) (27-29) | JTサンダーズ | 国立代々木競技場第一体育館Aコート |
|                |                                       |              | 国立代々木競技場第一体育館Aコート |

| 2010年12月18日           |                               |                |                                   |
| 大分三好ヴァイセアドラー | 0 - 3 (13-25) (17-25) (23-25) | 堺ブレイザーズ | 国立代々木競技場第一体育館Bコート |
|                          |                               |                | 国立代々木競技場第一体育館Bコート |

| 2010年12月18日         |                                               |                        |                                   |
| サントリー・サンバーズ | 3 - 2 (22-25) (25-23) (24-26) (25-19) (15-13) | 豊田合成トレフェッルサ | 国立代々木競技場第一体育館Aコート |
|                        |                                               |                        | 国立代々木競技場第一体育館Aコート |

| 2010年12月18日           |                       |          |                                   |
| パナソニック・パンサーズ | 3 - 0 (25-21) (25-19) | 中央大学 | 国立代々木競技場第一体育館Bコート |
|                          |                       |          | 国立代々木競技場第一体育館Bコート |

#### ファイナルラウンド準決勝
| 2010年12月19日 13:00 |                                               |                |                                                 |
| JTサンダーズ         | 3 - 2 (23-25) (25-23) (18-25) (25-23) (15-13) | 堺ブレイザーズ | 国立代々木競技場第一体育館Aコート 観客数: 800人 |
|                      |                                               |                | 国立代々木競技場第一体育館Aコート 観客数: 800人 |

| 2010年12月19日 15:40   |                                       |                          |                                                   |
| サントリー・サンバーズ | 3 - 2 (20-25) (25-19) (17-25) (15-13) | パナソニック・パンサーズ | 国立代々木競技場第一体育館Aコート 観客数: 1,000人 |
|                        |                                       |                          | 国立代々木競技場第一体育館Aコート 観客数: 1,000人 |

#### ファイナルラウンド決勝
| 2010年12月23日 15:50   |                       |              |                                                      |
| サントリー・サンバーズ | 3 - 0 (25-17) (25-23) | JTサンダーズ | 国立代々木競技場第一体育館特設コート 観客数: 2,500人 |
|                        |                       |              | 国立代々木競技場第一体育館特設コート 観客数: 2,500人 |

### 女子

#### ファイナルラウンド1回戦
| 2010年12月16日         |                                              |            |                                   |
| フォレストリーブス熊本 | 3 - 2 (18-25) (25-20) (25-23) (22-25) (15-9) | 京都橘高校 | 国立代々木競技場第一体育館Cコート |
|                        |                                              |            | 国立代々木競技場第一体育館Cコート |

| 2010年12月16日    |                               |              |                                   |
| PFUブルーキャッツ | 0 - 3 (15-25) (19-25) (15-25) | 古川学園高校 | 国立代々木競技場第二体育館Dコート |
|                   |                               |              | 国立代々木競技場第二体育館Dコート |

| 2010年12月16日     |                               |              |                                   |
| 健祥会レッドハーツ | 0 - 3 (17-25) (19-25) (23-25) | 鹿屋体育大学 | 国立代々木競技場第一体育館Cコート |
|                    |                               |              | 国立代々木競技場第一体育館Cコート |

| 2010年12月16日 |                               |        |                                   |
| 嘉悦大学       | 3 - 0 (25-22) (25-19) (25-15) | JAぎふ | 国立代々木競技場第二体育館Dコート |
|                |                               |        | 国立代々木競技場第二体育館Dコート |

| 2010年12月16日     |                               |          |                                   |
| 三洋電機レッドソア | 1 - 3 (18-25) (25-22) (21-25) | 筑波大学 | 国立代々木競技場第一体育館Cコート |
|                    |                               |          | 国立代々木競技場第一体育館Cコート |

| 2010年12月16日           |                               |                    |                                   |
| KUROBEアクアフェアリーズ | 3 - 0 (25-14) (25-21) (25-10) | 北海道大学岩見沢校 | 国立代々木競技場第二体育館Dコート |
|                          |                               |                    | 国立代々木競技場第二体育館Dコート |

| 2010年12月16日   |                               |          |                                   |
| 上尾メディックス | 3 - 1 (22-25) (25-16) (25-19) | 中京大学 | 国立代々木競技場第一体育館Cコート |
|                  |                               |          | 国立代々木競技場第一体育館Cコート |

| 2010年12月16日         |                                              |              |                                   |
| 大野石油広島オイラーズ | 2 - 3 (25-22) (20-25) (16-25) (25-19) (9-15) | 鹿児島女子高 | 国立代々木競技場第二体育館Dコート |
|                        |                                              |              | 国立代々木競技場第二体育館Dコート |

#### ファイナルラウンド2回戦
| 2010年12月17日       |                       |              |                                   |
| 久光製薬スプリングス | 3 - 0 (25-17) (25-20) | 古川学園高校 | 国立代々木競技場第一体育館Cコート |
|                      |                       |              | 国立代々木競技場第一体育館Cコート |

| 2010年12月17日             |                               |                        |                                   |
| パイオニアレッドウィングス | 3 - 0 (27-25) (25-20) (25-14) | フォレストリーブス熊本 | 国立代々木競技場第二体育館Dコート |
|                            |                               |                        | 国立代々木競技場第二体育館Dコート |

| 2010年12月17日           |                               |          |                                   |
| デンソー・エアリービーズ | 3 - 0 (26-24) (25-18) (26-24) | 嘉悦大学 | 国立代々木競技場第一体育館Cコート |
|                          |                               |          | 国立代々木競技場第一体育館Cコート |

| 2010年12月17日         |                                       |              |                                   |
| トヨタ車体クインシーズ | 3 - 1 (25-17) (25-27) (25-16) (25-22) | 鹿屋体育大学 | 国立代々木競技場第二体育館Dコート |
|                        |                                       |              | 国立代々木競技場第二体育館Dコート |

| 2010年12月17日 |                               |                          |                                   |
| JTマーヴェラス | 3 - 0 (25-16) (25-13) (25-19) | KUROBEアクアフェアリーズ | 国立代々木競技場第一体育館Cコート |
|                |                               |                          | 国立代々木競技場第一体育館Cコート |

| 2010年12月17日 |                               |          |                                   |
| 岡山シーガルズ | 3 - 0 (25-20) (25-23) (25-20) | 筑波大学 | 国立代々木競技場第二体育館Dコート |
|                |                               |          | 国立代々木競技場第二体育館Dコート |

| 2010年12月17日 |                              |              |                                   |
| 東レ・アローズ | 3 - 0 (25-15) (25-22) (25-7) | 鹿児島女子高 | 国立代々木競技場第一体育館Cコート |
|                |                              |              | 国立代々木競技場第一体育館Cコート |

| 2010年12月17日    |                               |                  |                                   |
| NECレッドロケッツ | 3 - 0 (25-22) (25-15) (25-12) | 上尾メディックス | 国立代々木競技場第二体育館Dコート |
|                   |                               |                  | 国立代々木競技場第二体育館Dコート |

#### ファイナルラウンド準々決勝
| 2010年12月18日           |                               |                |                                   |
| デンソー・エアリービーズ | 3 - 0 (25-16) (25-19) (25-23) | 岡山シーガルズ | 国立代々木競技場第一体育館Cコート |
|                          |                               |                | 国立代々木競技場第一体育館Cコート |

| 2010年12月18日 |                                       |                        |                                   |
| JTマーヴェラス | 3 - 1 (25-21) (24-26) (25-22) (25-23) | トヨタ車体クインシーズ | 国立代々木競技場第一体育館Cコート |
|                |                                       |                        | 国立代々木競技場第一体育館Cコート |

| 2010年12月18日       |                               |                   |                                   |
| 久光製薬スプリングス | 3 - 0 (25-18) (25-15) (25-19) | NECレッドロケッツ | 国立代々木競技場第一体育館Cコート |
|                      |                               |                   | 国立代々木競技場第一体育館Cコート |

| 2010年12月18日 |                               |                            |                                   |
| 東レ・アローズ | 3 - 0 (26-24) (25-22) (25-15) | パイオニアレッドウィングス | 国立代々木競技場第一体育館Cコート |
|                |                               |                            | 国立代々木競技場第一体育館Cコート |

#### ファイナルラウンド準決勝
| 2010年12月19日 13:00     |                                       |                |                                                   |
| デンソー・エアリービーズ | 3 - 1 (25-23) (13-25) (25-21) (25-20) | JTマーヴェラス | 国立代々木競技場第一体育館Cコート 観客数: 1,200人 |
|                          |                                       |                | 国立代々木競技場第一体育館Cコート 観客数: 1,200人 |

| 2010年12月19日 15:15 |                               |                      |                                                   |
| 東レ・アローズ       | 3 - 0 (25-17) (25-18) (25-21) | 久光製薬スプリングス | 国立代々木競技場第一体育館Cコート 観客数: 1,000人 |
|                      |                               |                      | 国立代々木競技場第一体育館Cコート 観客数: 1,000人 |

#### ファイナルラウンド決勝
| 2010年12月23日 13:05     |                                       |                |                                                      |
| デンソー・エアリービーズ | 3 - 2 (21-25) (25-22) (25-17) (15-13) | 東レ・アローズ | 国立代々木競技場第一体育館特設コート 観客数: 3,500人 |
|                          |                                       |                | 国立代々木競技場第一体育館特設コート 観客数: 3,500人 |